# Paolo Pedretti
Paolo Pedretti (født 22. januar 1906 i Orsenigo, død 22. februar 1983 i Tavernerio) var en italiensk cykelrytter, som deltog i de olympiske lege 1932 i Los Angeles.
Pedretti deltog i banecykling ved OL 1932 i Los Angeles. Han var med på det italienske hold i 4000 m forfølgelsesløb, der indledte med at vinde kvalifikationsrunden blandt de fem deltagende hold i ny olympisk rekord. Italienerne vandt derpå deres semifinale mod Canada, inden de i finalen mødte Frankrig. De to hold lå meget lige de første otte runder, men italienerne trak fra til sidst og sikrede sig guldmedaljerne. Frankrig vandt dermed sølv, mens Storbritannien vandt bronze. De øvrige ryttere på det italienske hold var Marco Cimatti, Alberto Ghilardi og Nino Borsari.
Pedretti kørte både på landevej og bane, og han havde god succes i begge. Han vandt sine første sejre i 1926 og 1928, og han satte verdensrekord i timekørsel i 1931 med mere end 42 km og igen i 1935, hvor han nåede over 43 km. En del kilder angiver ham som professionel fra 1929, men han deltog alligevel i OL 1932, som kun var for amatører. Hans aktive karriere sluttede så sent som i 1950, efter at han havde vundet nogle løb som veteran.